# Leopoldstadt
Leopoldstadt () è il secondo distretto di Vienna, in Austria ed è situato subito a est del primo e centrale distretto, la Innere Stadt, oltre il canale del Danubio, in tedesco Donaukanal.
La zona è attraversata dalla Pazmanitengasse, la grande arteria che ospitava la più grande sinagoga di Vienna (il Pazmanitentempel, costruito a partire dal 1910), fino alla sua distruzione nel 1938 nel corso della Notte dei Cristalli.
Il distretto ospita la Chiesa di San Francesco d'Assisi.

## Politica

### Presidenti del distretto
| Presidenti dal 1945       | Presidenti dal 1945 |
| ------------------------- | ------------------- |
| Nieser Hermann (SPÖ)      | 4/1945-5/1945       |
| Hackenberg Heinrich (SPÖ) | 5/1945-7/1945       |
| Vunetich Josef (SPÖ)      | 7/1945-1946         |
| Mayer Emil (SPÖ)          | 1946-1949           |
| Hladej Hubert (SPÖ)       | 1949-1977           |
| Bednar Rudolf (SPÖ)       | 1977-1984           |
| Weißmann Heinz (SPÖ)      | 1984-1999           |
| Kubik Gerhard (SPÖ)       | 1999-               |